# Margo Green
Pour les articles homonymes, voir Green.
Margo Green, née le 17 février 1972 à Ottawa, est une joueuse de squash représentant le Canada. Elle est 
championne du Canada en 2002.

## Biographie
Elle remporte l'épreuve par équipes aux Jeux panaméricains de 2000,,.

## Palmarès

### Titres
- Championnats du Canada : 2002